# Semantică denotațională
În informatică, semantica denotațională care poate fi tradusă și ca semantica înțelesurilor (cunoscută anterior ca semantică matematică sau semantică Scott-Strachey) este o abordare privind formalizarea înțelesurilor ce țin de limbajele de programare prin construirea de obiecte matematice (numite denotații) ce descriu înțelesurile expresiilor din alte limbaje. Alte abordări privind elaborarea de semantici formalizate pentru limbajele de programare includ semantici axiomatice și semantici operaționale.
În sens larg, semanticile denotaționale se preocupă de găsirea unor obiecte matematice numite domenii care să reprezinte ceea ce fac programele. De exemplu, programele (sau frazele din programe) pot fi reprezentate prin funcții parțiale sau de interacțiunea dintre mediu și sistem.
Un punct important pentru semanticile denotaționale este acela că semanticile ar trebui să fie compoziționale: denotația unei fraze a unui program ar trebui să fie construită din denotațiile frazelor componente.

## Evoluție istorică
Semanticile denotaționale își au originile în opera lui Christopher Strachey și Dana Scott publicată la începutul anilor 70. Semanticile denotaționale așa cum au fost concepute la începuturi de Strachey și Scott, au oferit denotația (înțelesul) unui program de computer ca fiind o funcție care transpune inputul în output. Petru a da înțeles unor programe definite recursiv, Scott a propus lucrul cu funcții care să ofere continuitatea între domenii, îndeosebi pentru comenzi parțiale complete. Așa cum este descris mai jos, lucrul a continuat prin investigarea semanticilor denotaționale corespunzătoare pentru aspectele limbajelor de programare ce țin de secvențialitate, concurență, non-determinism și stare locală.
Semanticile denotaționale au fost dezvoltate pentru a fi utilizate de limbajele moderne care implică concurența și excepțiile, de exemplu, Concurrent ML, CSP, și Haskell. Semanticile acestor limbaje este compozițională prin faptul că denotația unei fraze depinde de denotațiile subfrazelor. De exemplu, înțelesul pentru expresiile aplicate f(E1,E2) este definit în termenii de semantici ale subfrazelor f, E1, și E2. Într-un limbaj de programare, E1 și E2 pot fi evaluate concurent, iar execuția uneia dintre ele poate afecta pe cealaltă prin interacțiunea prin intermediul unor obiecte partajate, fiind cauza unor denotații care să fie definite ca termeni raportați unii la ceilalți. De asemenea, E1 și E2 ar putea să ridice o excepție care ar putea cauza încheierea execuției unuia sau al celuilalt. Secțiunile de mai jos descriu cazurile speciale ale semanticilor acestor limbaje de programare moderne.